# Шароаргун
Шароаргун (Шаро-Аргун) — река в Чеченской Республике. Правый приток Аргуна. Длина — 86 км. Площадь водосборного бассейна — 1150 км².

## География
Берёт начало на северном склоне Тушетского хребта из снегов и ледников его вершин: Доносмта, Чешос-мта, Большой Качу и Малый Качу. Впадает в Аргун вблизи бывшего Аргунского укрепления, чуть выше села Старые Атаги. Шаро-Аргун представляет довольно большую и очень быструю горную речку, шириной местами в 40 метров и более.
В нижнем течении Шаро-Аргун и Аргун разделяются горой Даргендуком, склоны которого покрыты сплошными лесами, а гребень горными лугами.

## История
Вдоль реки были расположены родовые и фамильные аулы некоторых чеченских тайпов: шарой, кесалой, хакмадой, химой, багачарой, дай и др. Протекает вблиз или через аулы перечисленных тайпов, также через населённые пункты Шаро-Аргун, Улус-Керт, Дачу-Борзой, а затем сливается с рекой Аргун.
По гребню Даргендука в середине XIX века царские войска двигались к Шатою и другим местам горной Чечни для покорения её, и таким образом обошли узкое, поросшее лесом, занятое неприятелем Аргунское ущелье.

## Притоки

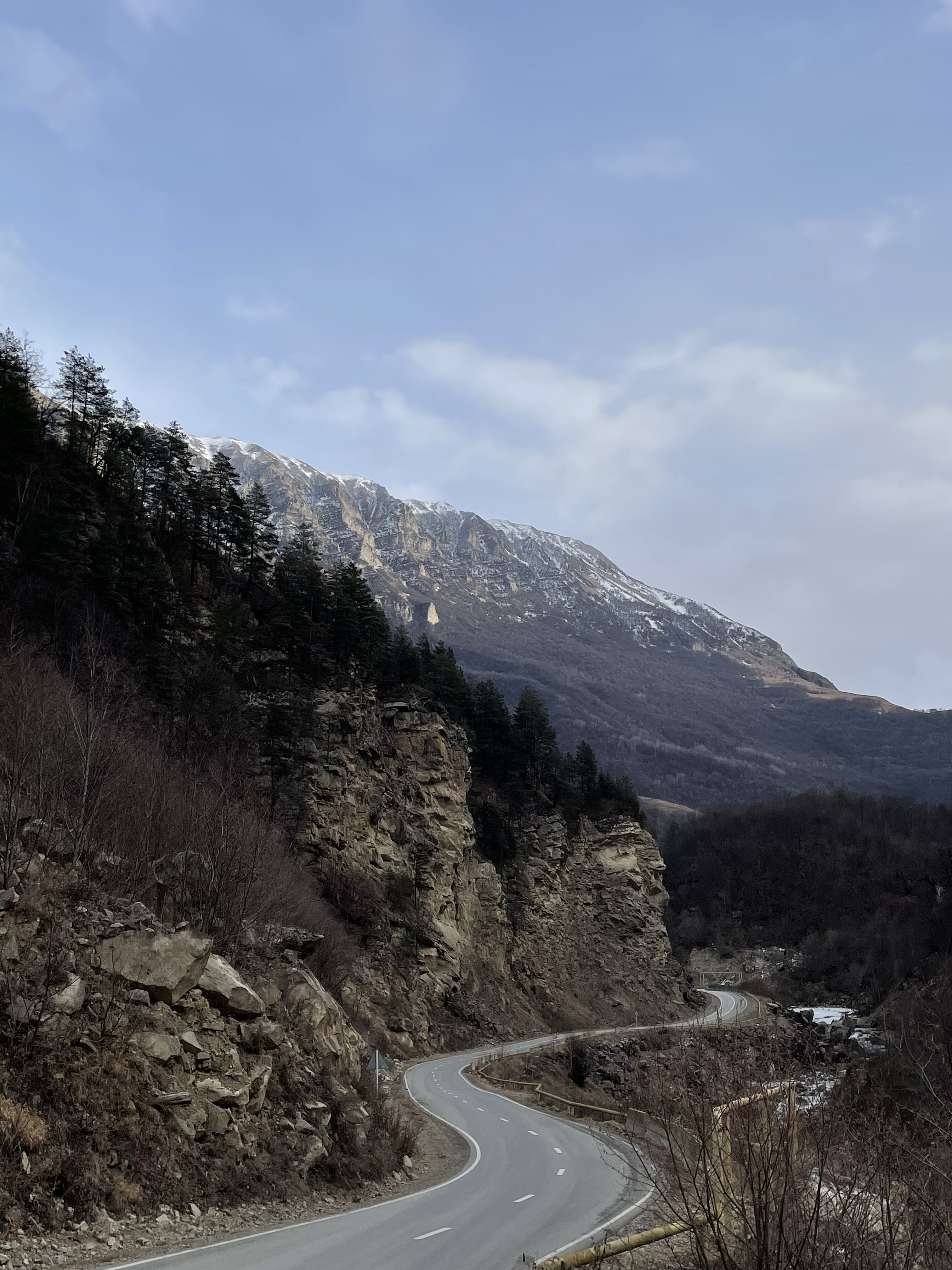
Шаро-Аргун близ Нохчи-Келоя

По порядку от устья к истоку:
- 4,7 км: река Ваштар
- 24 км: река Нежилойахк
- 39 км: река Келойахк
- 48 км: река Чадыри
- 61 км: река Хашелдойахк
- 65 км: река Хуландойахк

## Галерея

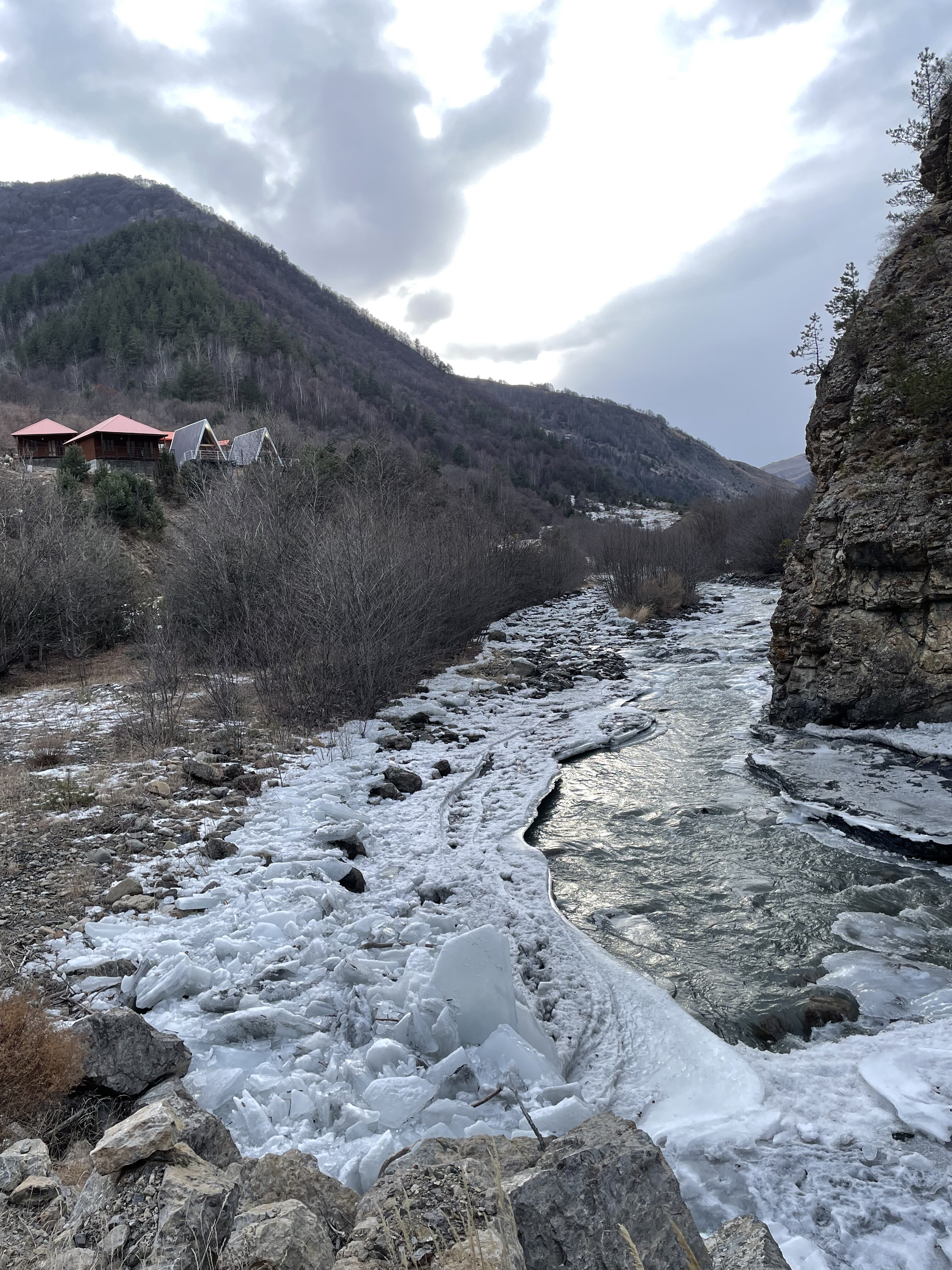
Шаро-Аргун близ Химоя

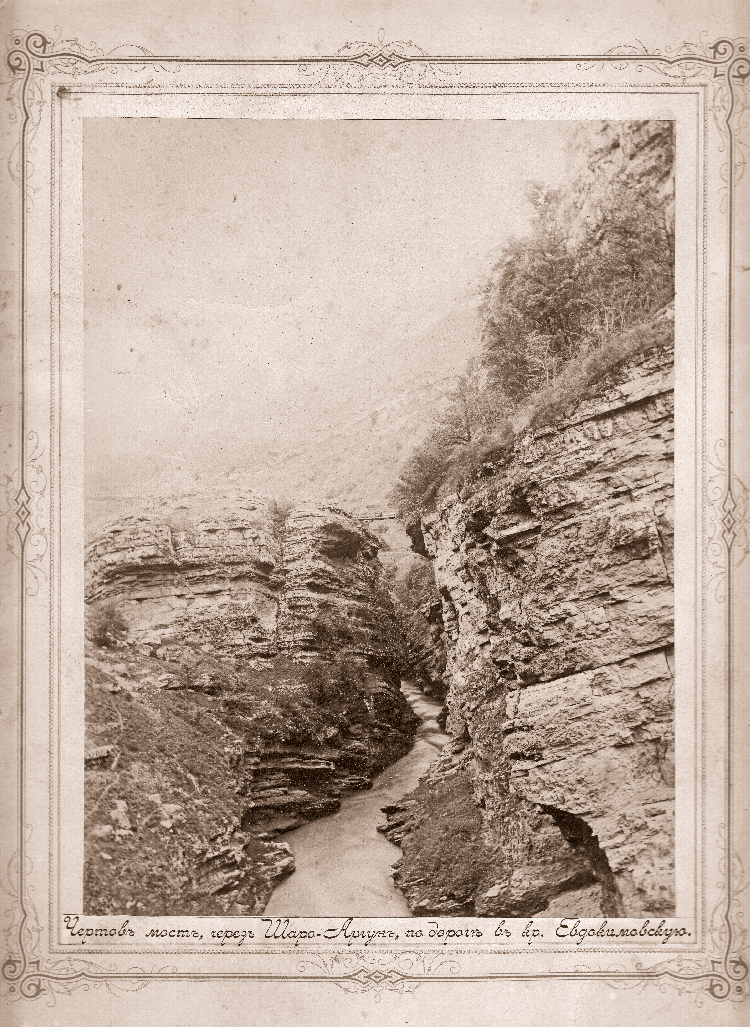
Чёртов мост, через Шаро-Аргун, вторая половина XIX века
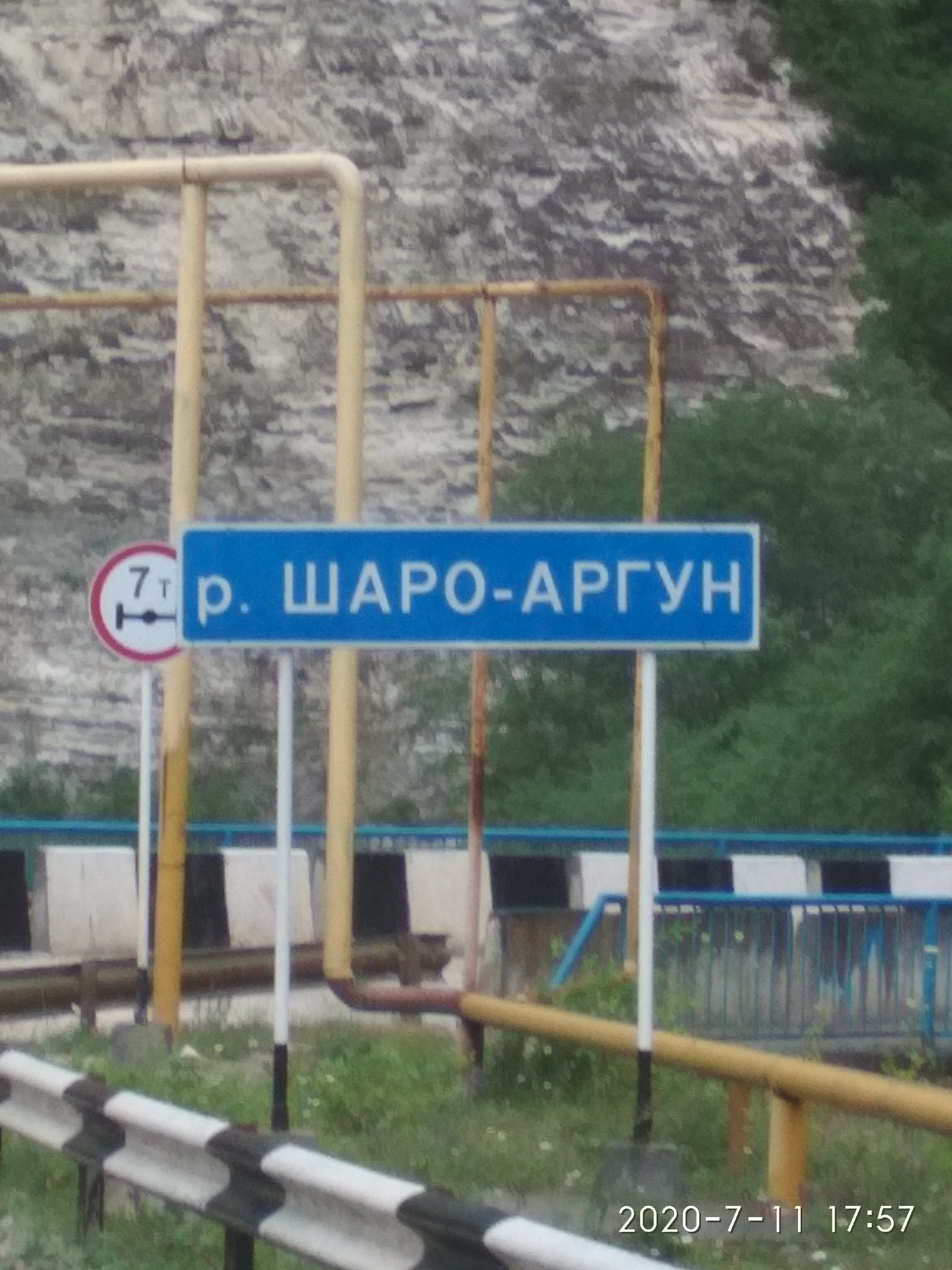
Мост через Шароаргун
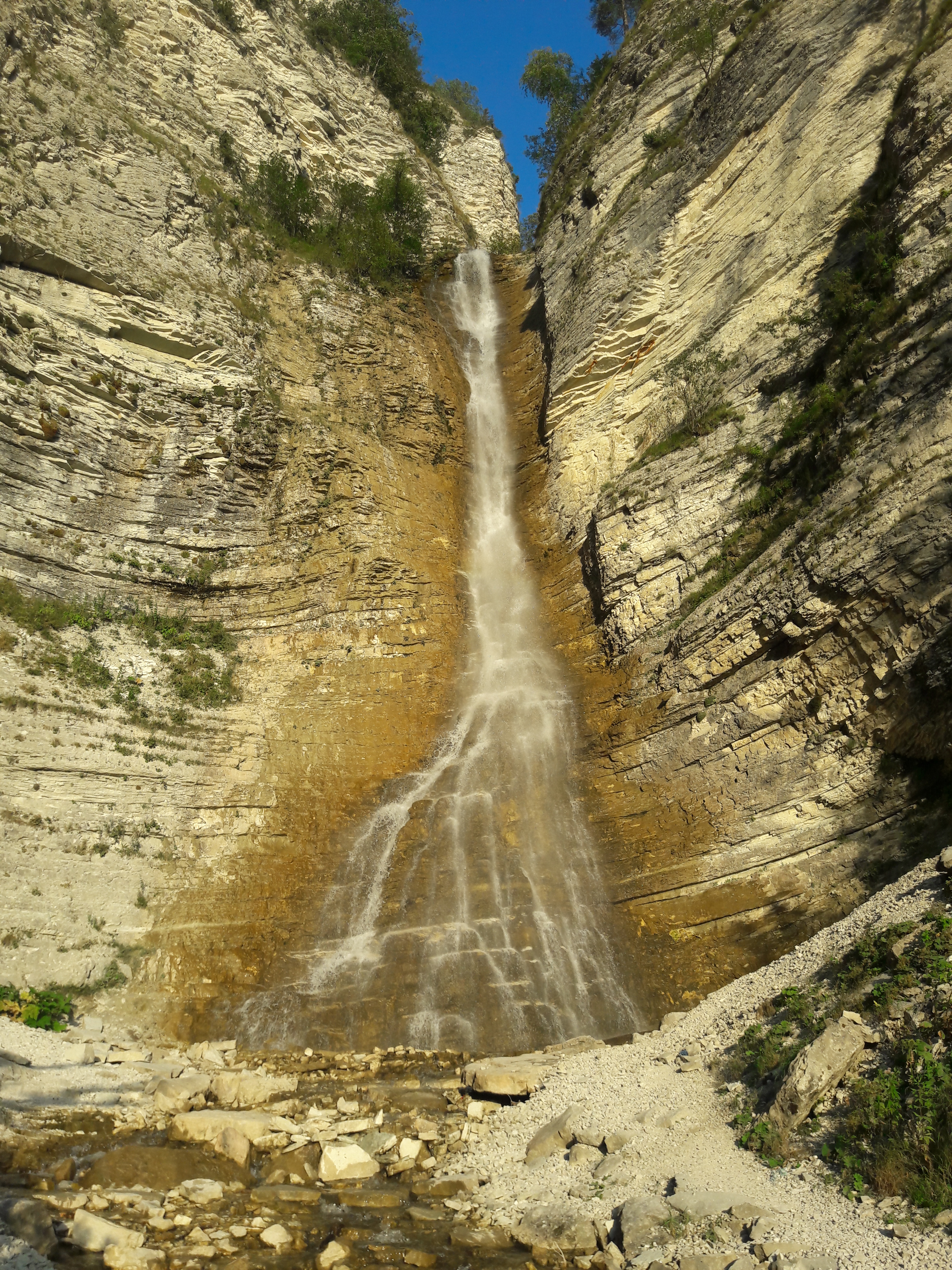
Водопад в верховьях Шароаргуна